# Cincinnati Open 1997
Il Cincinnati Open 1997 (conosciuto anche come Great American Insurance ATP Championship per motivi di sponsorizzazione) è stato un torneo di tennis giocato sul cemento. È stata la 96ª edizione del Cincinnati Open, che fa parte della categoria Super 9 nell'ambito dell'ATP Tour 1997. Il torneo si è giocato a Cincinnati in Ohio negli USA, dal 4 al 10 agosto 1997.

## Campioni

### Singolare
Pete Sampras ha battuto in finale  Thomas Muster con il punteggio di 6–3, 6–4

### Doppio
Mark Woodforde /  Todd Woodbridge hanno battuto in finale  Mark Philippoussis /  Patrick Rafter con il punteggio di 6–4, 6–2